# Le Monstre (film, 1903)
Le Monstre je francouzský němý film z roku 1903. Režisérem je Georges Méliès (1861–1938). Film trvá zhruba 2 minuty.

## Děj
Staroegyptský princ požádá kněze, aby přivedl jeho zesnulou manželku zpět k životu. Kněz získá její kostru a nechá ji ožít. Poté, co ji zahalí do látky a masky, začne oživlá příšera zběsile tančit a měnit tvar svého těla. Když ji mystik vrátí do správného tvaru, rozhodne se ji zakrýt bílou pokrývkou, čímž kostru přemění v ženu jako před smrtí. Princ je milostně překvapen, ale čaroděj ji dalším přikrytím promění opět na kostru. Černokněžník na závěr uteče, ale princ se ho vydá pronásledovat.